# Canadian Pacific Kansas City
Canadian Pacific Kansas City (CPKC) ist ein nordamerikanisches Eisenbahnunternehmen. Es entstand am 14. April 2023 aus der Fusion von Canadian Pacific Railway Limited und Kansas City Southern. Sitz ist Calgary in Kanada.
CPKC ist das erste nordamerikanische Bahnunternehmen mit einem Streckennetz, das Kanada, die Vereinigten Staaten und Mexiko bedient. In Kansas City berühren sich die Hauptstrecken der früheren Bahnunternehmen Canadian Pacific und Kansas City Southern.

## Geschichte

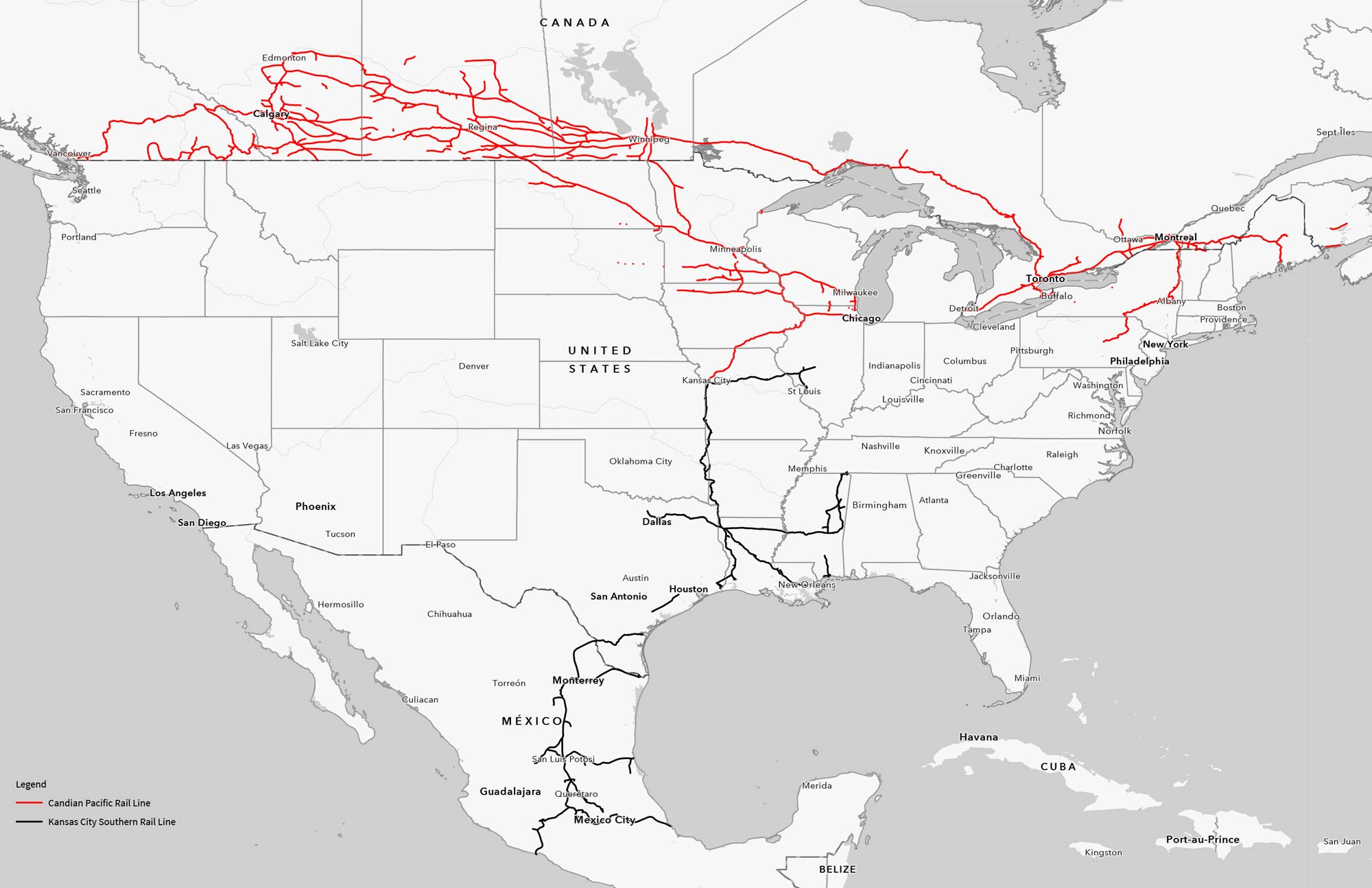
Streckennetz zum Zeitpunkt der Fusion. Im Norden, rot gezeichnet, die Strecken der Canadian Pacific, im Süden, schwarz gezeichnet, die der Kansas City Southern.

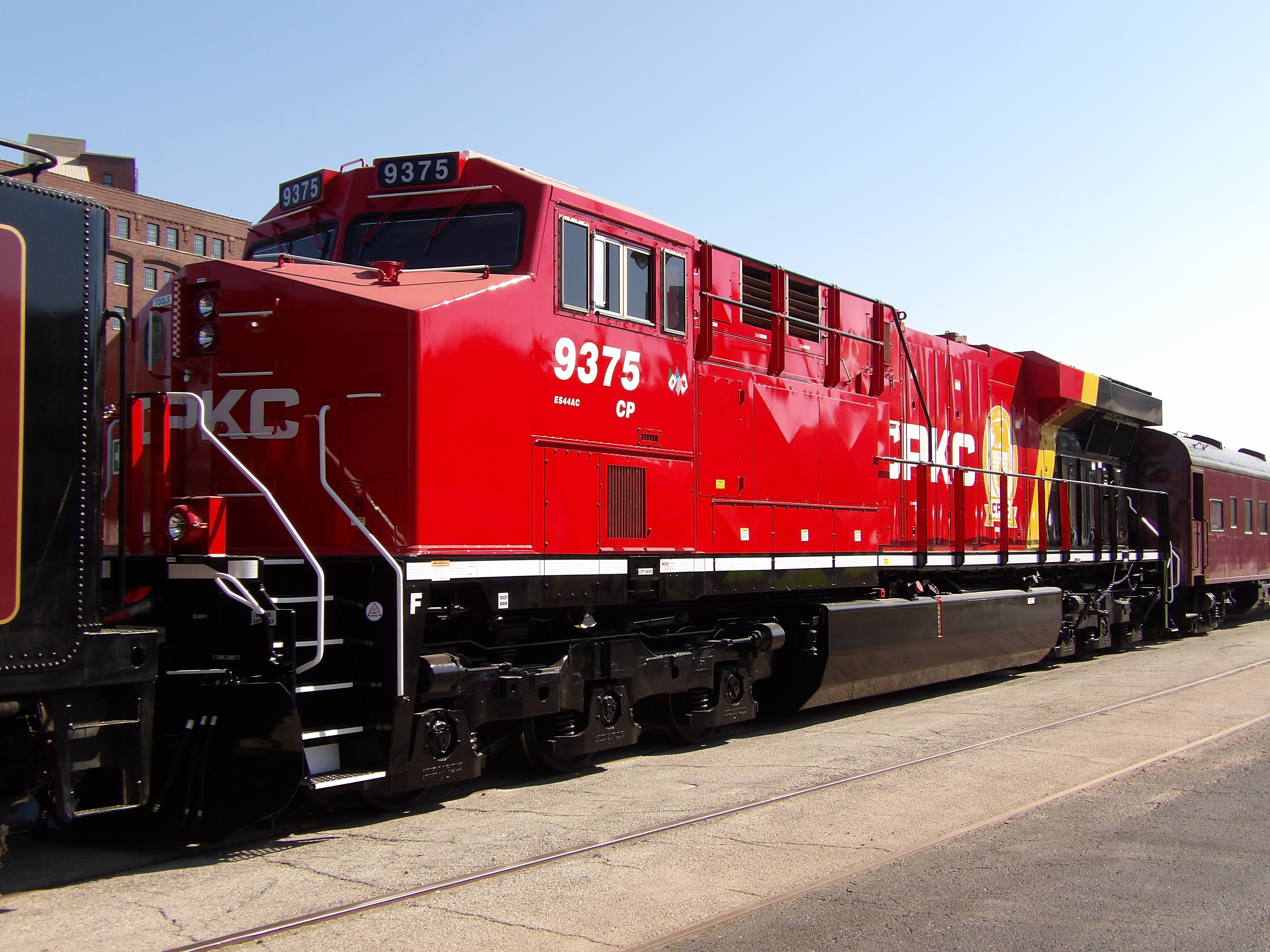
Lokomotive 9375 (Typ GE ES44AC) in CPKC-Farben, vorher mit gleicher Nummer bei Canadian Pacific

Am 21. März 2021 wurde ein Angebot zur Übernahme der Kansas City Southern durch die Canadian Pacific Railway (CP) bekanntgegeben, dem folgte am 20. April 2021 ein höheres Angebot durch den Rivalen Canadian National Railway (CN). Am 31. August 2021 lehnte die US-Kartellbehörde Surface Transportation Board die Vereinbarung zwischen der KCS und der CN zur treuhänderischen Übernahme der KCS ab. Damit war die Fusion zwischen CN und KCS gescheitert. Am 15. September wurde bekannt gegeben, dass sich Kansas City Southern doch für das ursprünglich Angebot der Canadian Pacific Railway entschied.
Die 31 Milliarden US-Dollar teure Übernahme wurde am 14. Dezember 2021 finanz- und gesellschaftsrechtlich abgeschlossen. Bis zur Genehmigung durch das Surface Transportation Board wurden die Aktien der KCS in treuhänderischer Kontrolle übergeben. An der fusionierten Gesellschaft haben die ehemaligen CP-Aktionäre 72 % und die KCS-Aktionäre 28 % der Anteile.
Am 15. März 2023 genehmigte die Kartellbehörde die Fusion. Dies war die erste Fusion von Class-1-Bahngesellschaften seit der Übernahme der Southern Pacific durch die Union Pacific Corporation 1996. Durch die sogenannte Ende-zu-Ende-Fusion entstand erstmals eine Bahngesellschaft mit einem Streckennetz, das sich über Kanada, die USA und Mexiko erstreckt.
Als Reaktion vereinbarten die Bahngesellschaften Union Pacific Railroad, Canadian National Railway und die Grupo México als Eigentümerin der Ferromex und der Ferrosur noch im April 2023 eine Zusammenarbeit.
Die zwei neuen nordamerikanischen Direktverbindungen führten zu einem Anstieg der absoluten Menge an intermodaler Fracht (Containerverkehr) aus Mexiko. Vom Vergleichsmonat Juli 2023 zum Vorjahresmonat stieg sie um ein Drittel, während zugleich in den Vereinigten Staaten selbst die Containerfrachtmenge konjunkturbedingt um 4,5 % fiel.

### Haverty Subdivision
Canadian Pacific Kansas City und CSX Transportation übernahmen 2024 gemeinsam die Meridian and Bigbee Railroad (MNBR), die als Class-III-Gesellschaft eine Tochter der Genesee and Wyoming war. Ziel war es, die Netze von CPKC und CSX im Bereich der Bundesstaaten Alabama, Mississippi und Louisiana direkt miteinander zu verbinden.
CPKC übernahm den Abschnitt der MNBR zwischen Meridian (Mississippi) und Myrtlewood (Alabama), der seitdem als Haverty Subdivision bezeichnet wird. Genesee and Wyoming erhielt im Gegenzug Strecken in Kanada sowie Nutzungsrechte (Trackage Rights) auf Strecken der CPKC. Die MNBR bleibt für die örtliche Bedienung zwischen Meridian und Myrtlewood zuständig. CSX übernahm den Abschnitt von Myrtlewood bis Burkville (Alabama) und erhielt so eine neue direkte Anbindung nach Mexiko zusätzlich zu ihrer bisherigen Verbindung über die Union Pacific im Bereich von New Orleans und Laredo (Texas).
Die Übernahme wurde im Juni 2023 angekündigt und im Oktober 2024 durch das Surface Transportation Board genehmigt.

## Statistik

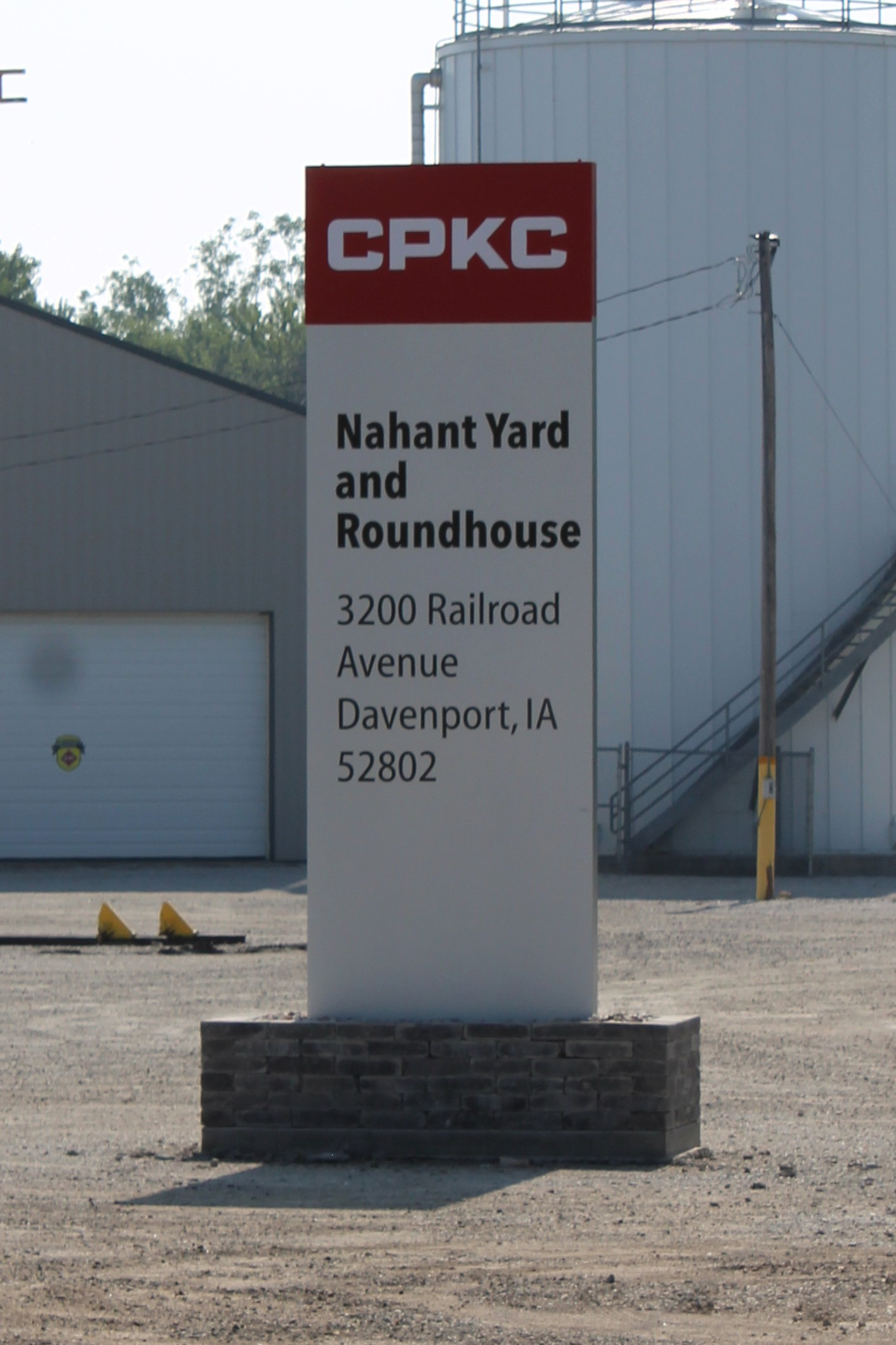
CPKC-Schild in Davenport (Iowa). Die Firmenschriftart ist die Bank Gothic.

Das Unternehmen hat ca. 20.000 Mitarbeiter. Das Streckennetz umfasst über 30.000 Kilometer in Kanada, den Vereinigten Staaten und Mexiko.
Die Gesellschaft verfügte zum 31. Dezember 2023 über 2319 Lokomotiven, davon 1492 für den Streckenbetrieb. Dazu kommen noch 53.793 Güterwagen.

## Unternehmensstruktur
- Canadian Pacific Railway Ltd
  - Canadian Pacific Railway
  - Soo Line Corporation
    - Soo Line Railroad

  - Cygnus Holding Corporation
    - Kansas City Southern
      - Kansas City Southern Railway

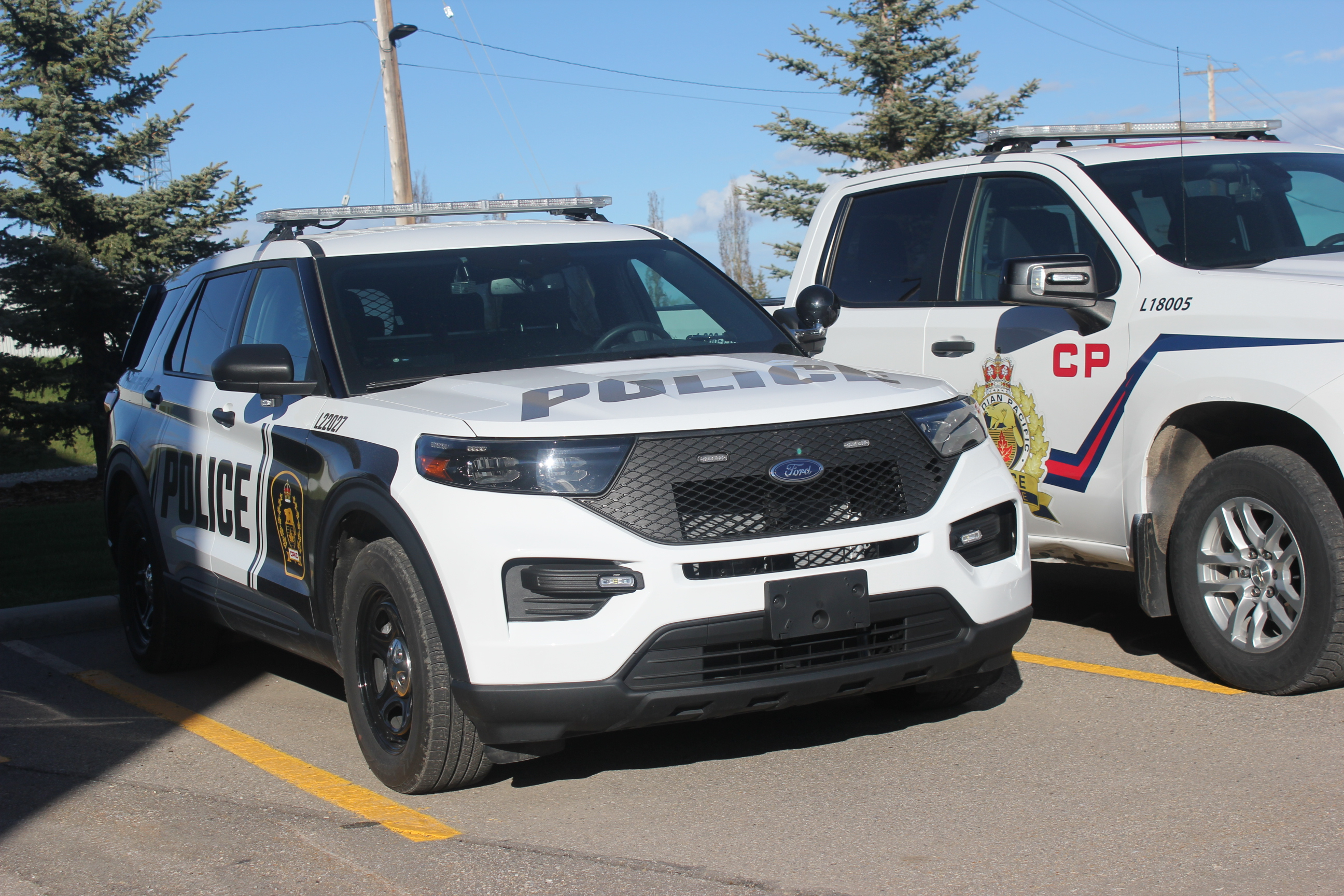
Fahrzeuge der CPKC-Bahnpolizei in Calgary

Als Bahnpolizei in Kanada und den Vereinigten Staaten dient die konzerneigene Canadian Pacific Kansas City Police Service.

## Unternehmensleitung
Der bisherige Präsident und Chief Executive Officer der CP, Keith Creel, ist der erste Präsident und CEO der CPKC.
Chair of the Board ist Isabelle Courville.
Der Hauptsitz des Unternehmens ist Calgary. Der Unternehmenssitz für die US-Aktivitäten ist in Kansas City. Unternehmenssitze in Mexiko befinden sich in Monterrey und Mexiko-Stadt.